# San Nicola (Giornico)

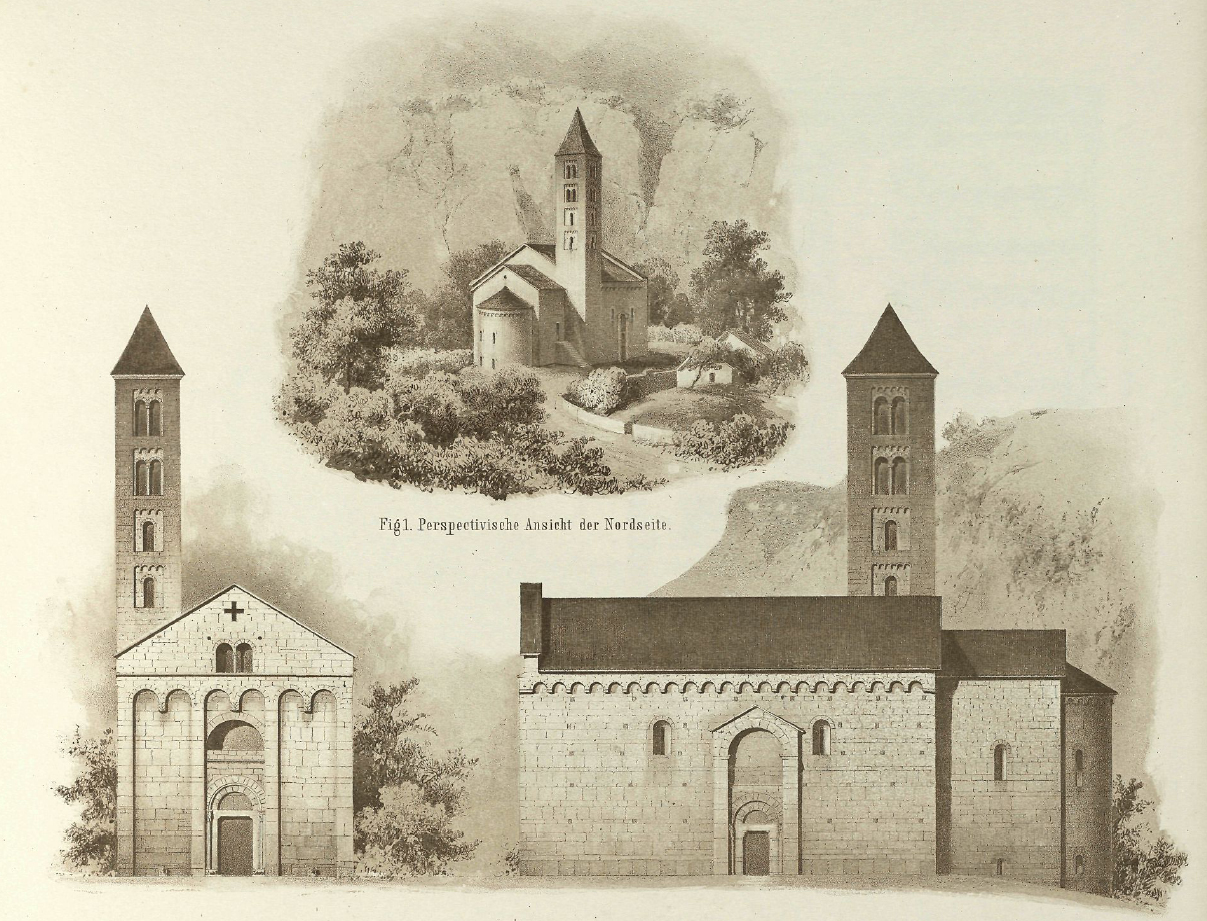
San Nicola (19. Jh.)

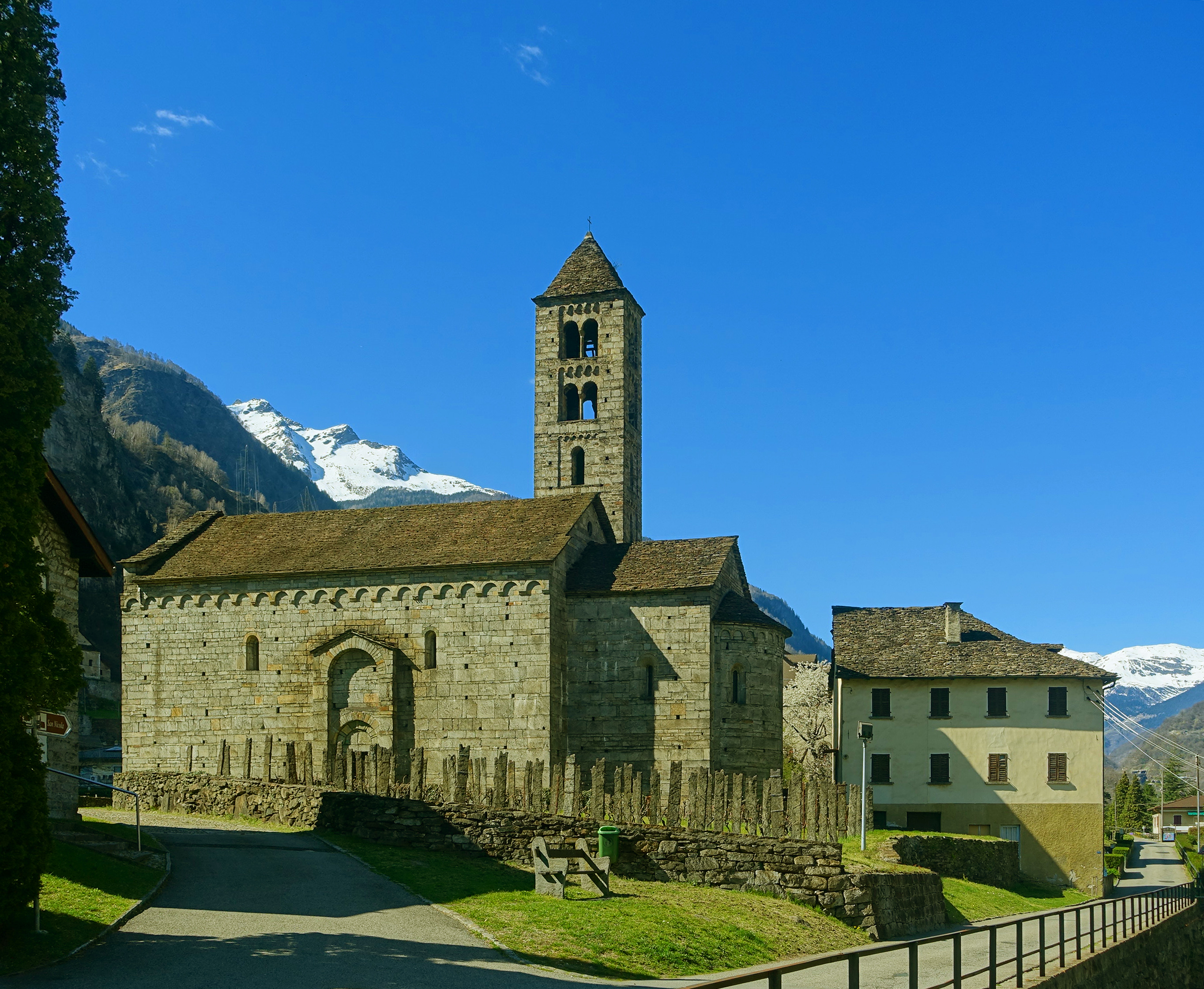
Südostseite

Die Kirche San Nicola (auch Nicolao) in Giornico, Kanton Tessin, wurde im 12. Jahrhundert erbaut. Sie steht etwas ausserhalb des Ortes inmitten eines Rebbergs auf der rechten Seite des Ticino. San Nicola gilt als eindrücklichstes Beispiel lombardischer Romanik in der Schweiz. Die Kirche ist Nikolaus von Myra geweiht.

## Geschichte
Wann und von wem San Nicola gebaut wurde, ist nicht bekannt. Auf einer Steinplatte über dem Hauptportal lässt sich auf einer Inschrift die Jahreszahl 1168 entziffern; das Datum könnte sich auf das Ende der Bauarbeiten oder auf die Weihe beziehen. Der Bau könnte mit der (geplanten) Eröffnung des Gotthardweges zusammenhängen. Im Jahr 1210 wird Giornico als Monasterium erwähnt, jedoch ist nicht bekannt, ob sich dies auf San Nicola bezieht; 1298 ist die Zugehörigkeit Giornicos zur cluniazensischen Abtei Fruttuaria bei Turin bezeugt.

## Architektur

### Aussen

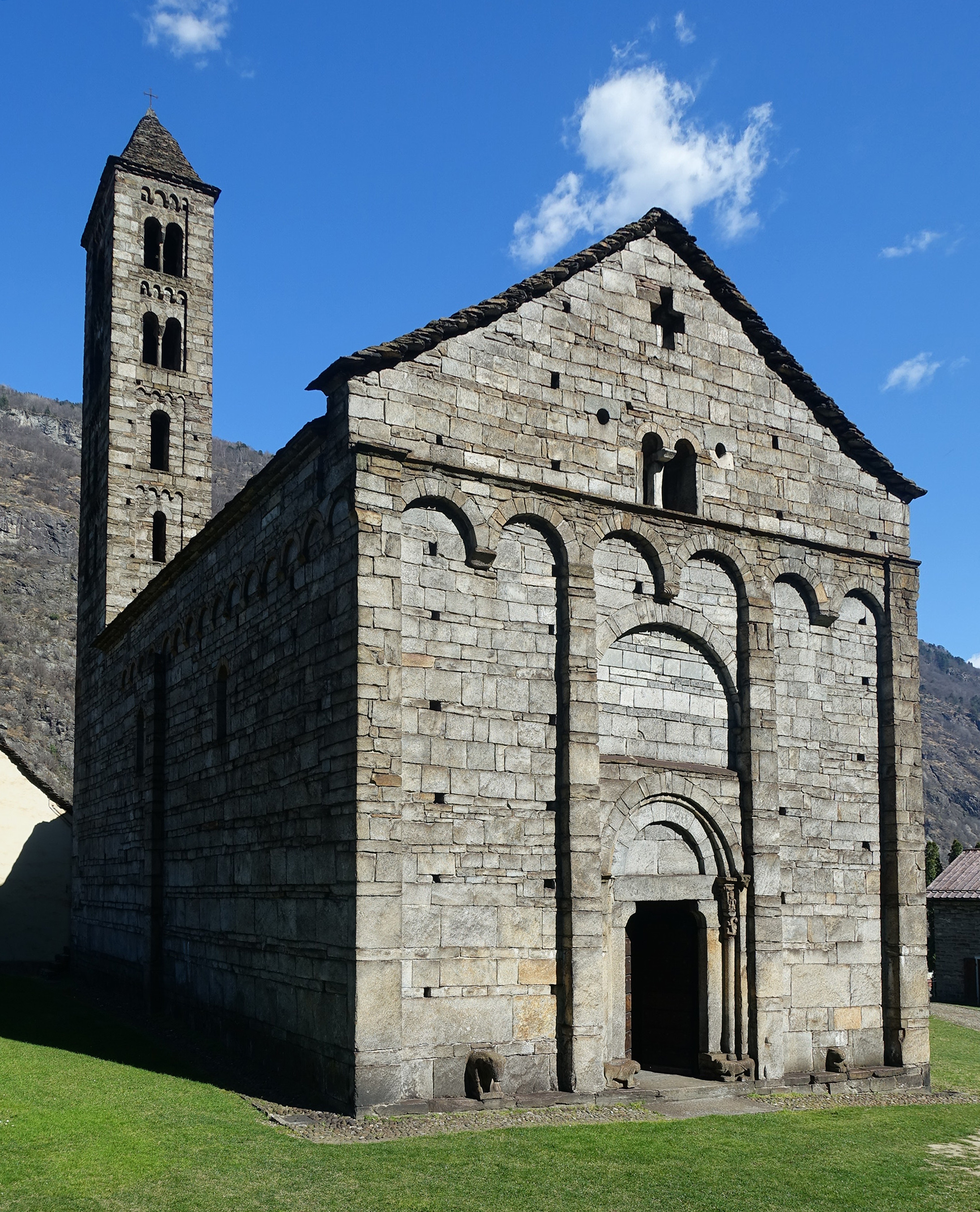
Fassade und Glockenturm

Die Aussenwände bestehen aus präzis behauenen Granitsteinen aus der Umgebung. Unter dem Dach sind sie rundherum mit Blendarkaden geschmückt. Der Glockenturm ist hinten seitlich in das Kirchenschiff eingefügt. Die beiden Portale an West- und Südseite sind mit apotropäisch gemeinten Fabelwesen besetzt, die – wie die zwei Löwen links und rechts des Hauptportals – den Raum vor bösen Geistern schützen sollten.

### Innen
Das archaisch anmutende Kirchenschiff ist ein rechteckiger Saal, an dessen unverputzten Wänden noch Reste von Fresken zu erkennen sind. Der Boden ist mit unregelmässig verlegten Granitplatten verlegt. Auffallend sind die Anordnung von Chor und Krypta: Man kann vom Kirchenschiff aus in den Chor und die Krypta gleichzeitig sehen.
Der Chor liegt höher als das Schiff und wird von einer halbrunden Apsis abgeschlossen. Vom Kirchenschiff führen von rechts und links Treppen hinauf.
Unter dem Chor liegt die zum Kirchenschiff hin geöffnete Hallenkrypta mit dem Blockaltar aus der Entstehungszeit der Kirche. Sie ist von der Kirche über eine Treppe zugänglich. Die drei Schiffe sind von Kreuzgratgewölben überdeckt und durch zwei Säulenreihen zu je vier Säulen voneinander getrennt; deren Kapitelle Tiergestalten sowie pflanzliche oder geometrische Ornamente tragen.

## Fresken

### Apsis
In der Gewölbedecke der Apsis haben sich spätgotische Wandmalereien von Nicolao da Seregno erhalten. Onkel und Neffe Seregno malten zwischen den Jahren 1448 und 1480 nahezu in einer Art „Monopolstellung“ zahlreiche Kirchen der Alpensüdtäler aus. Die Inschrift in winzigen gotischen Buchstaben oberhalb des Fensters gibt die Jahreszahl 1478 an und nennt den Maler: nicola seregnio de lug. pinsit. Die Namen der Auftraggeber stehen in einer weiteren Inschrift unterhalb des Fensters.
Christus in der Mandorla ist umgeben von den vier Evangelistensymbolen. Über dem Mittelfenster der Apsis ist die Heilige Dreifaltigkeit dargestellt als Trivultus – ein Gesicht mit vier Augen, drei Nasen und drei Mündern. Diese Art der Darstellung wurde im Jahr 1628 durch ein päpstliches Edikt verboten. Da San Nicola nie Pfarrkirche war, wurde die Darstellung nie übermalt.
Seitlich des Mittelfensters sind rechts eine Kreuzigungsgruppe mit Margareta von Antiochia und Maria Magdalena dargestellt, links die Heiligen Godehard, Viktor, Simon Petrus und Nikolaus. Die drei goldenen Kugeln in der Hand von Nikolaus symbolisieren die Goldstücke, mit denen er – der Legende zufolge – drei arme Jungfrauen davor bewahrte, sich auf schändliche Weise ihren Lebensunterhalt zu verdienen. Neben Nikolaus steht ein Fass mit drei Knaben, die Nikolaus wieder zum Leben erweckte.

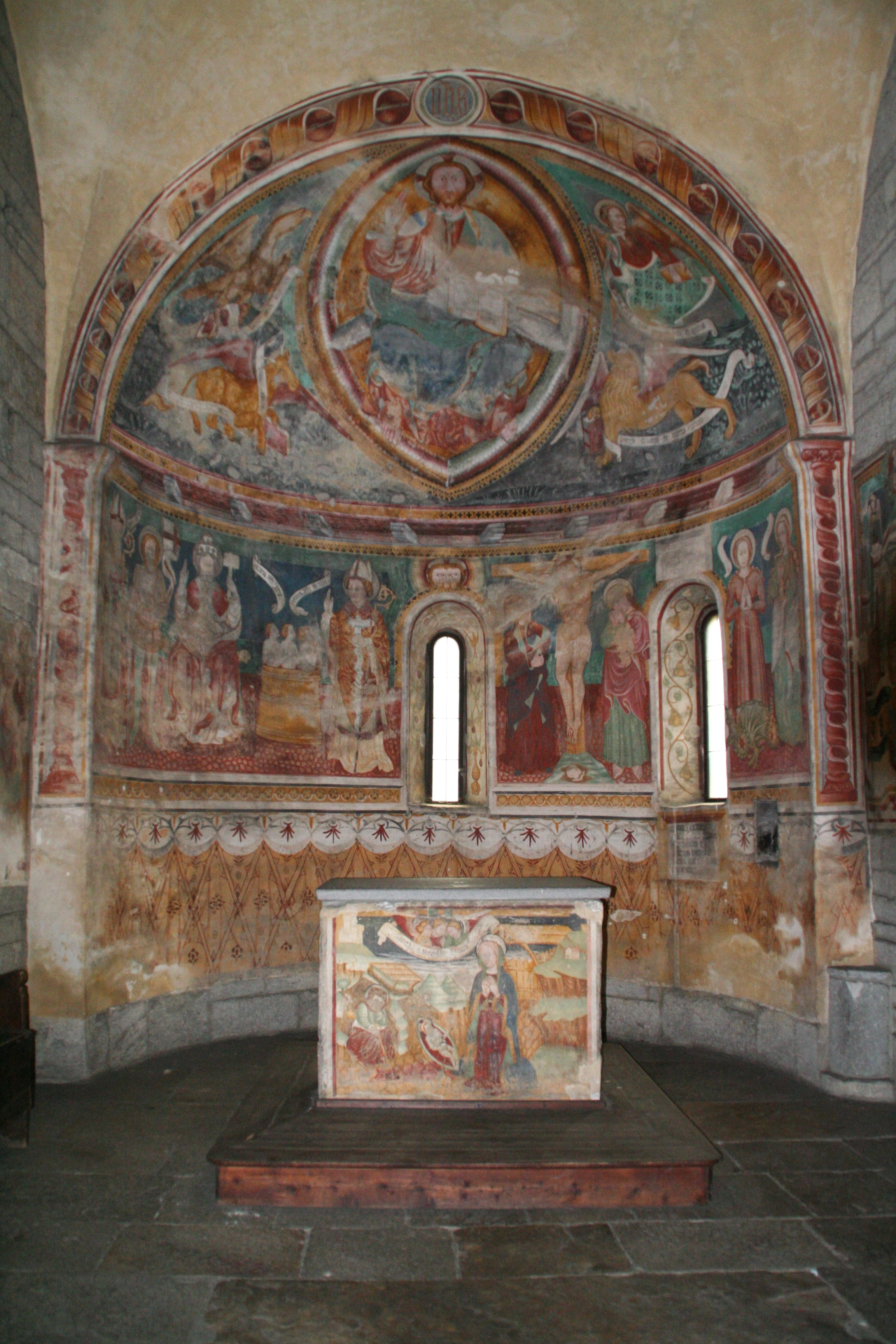
Apsis
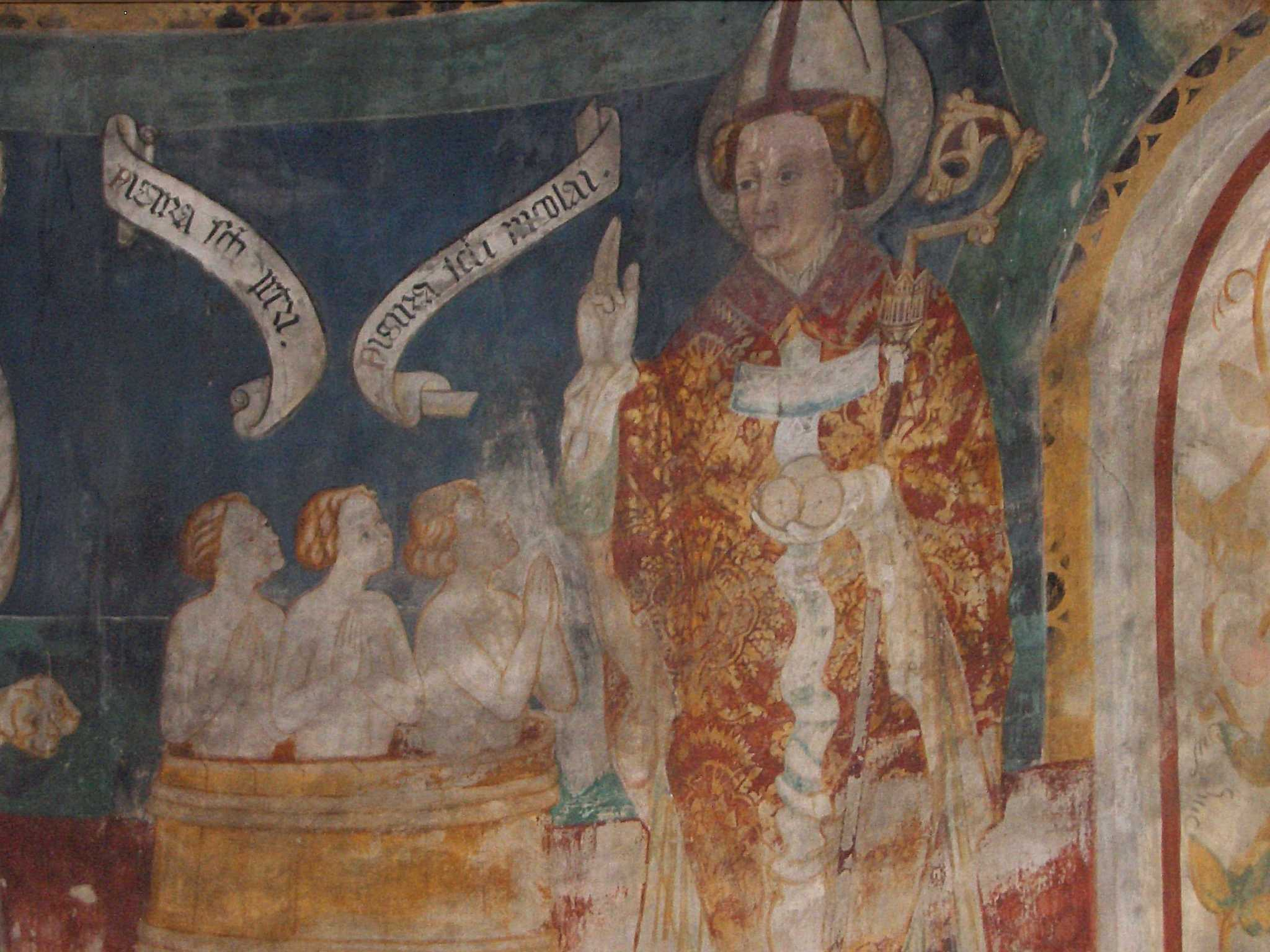
Nikolaus erweckt drei Knaben zum Leben
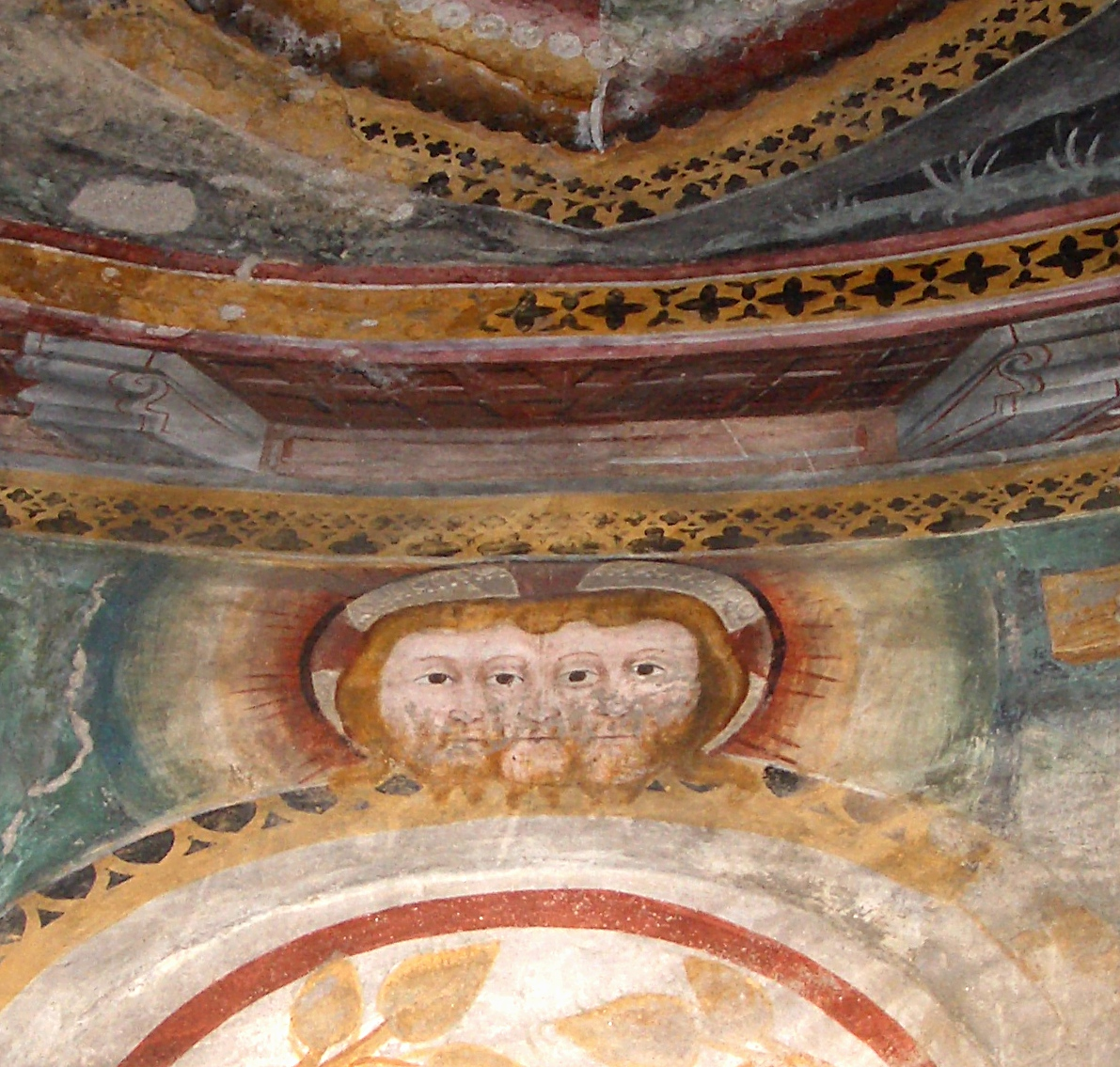
Trivultus
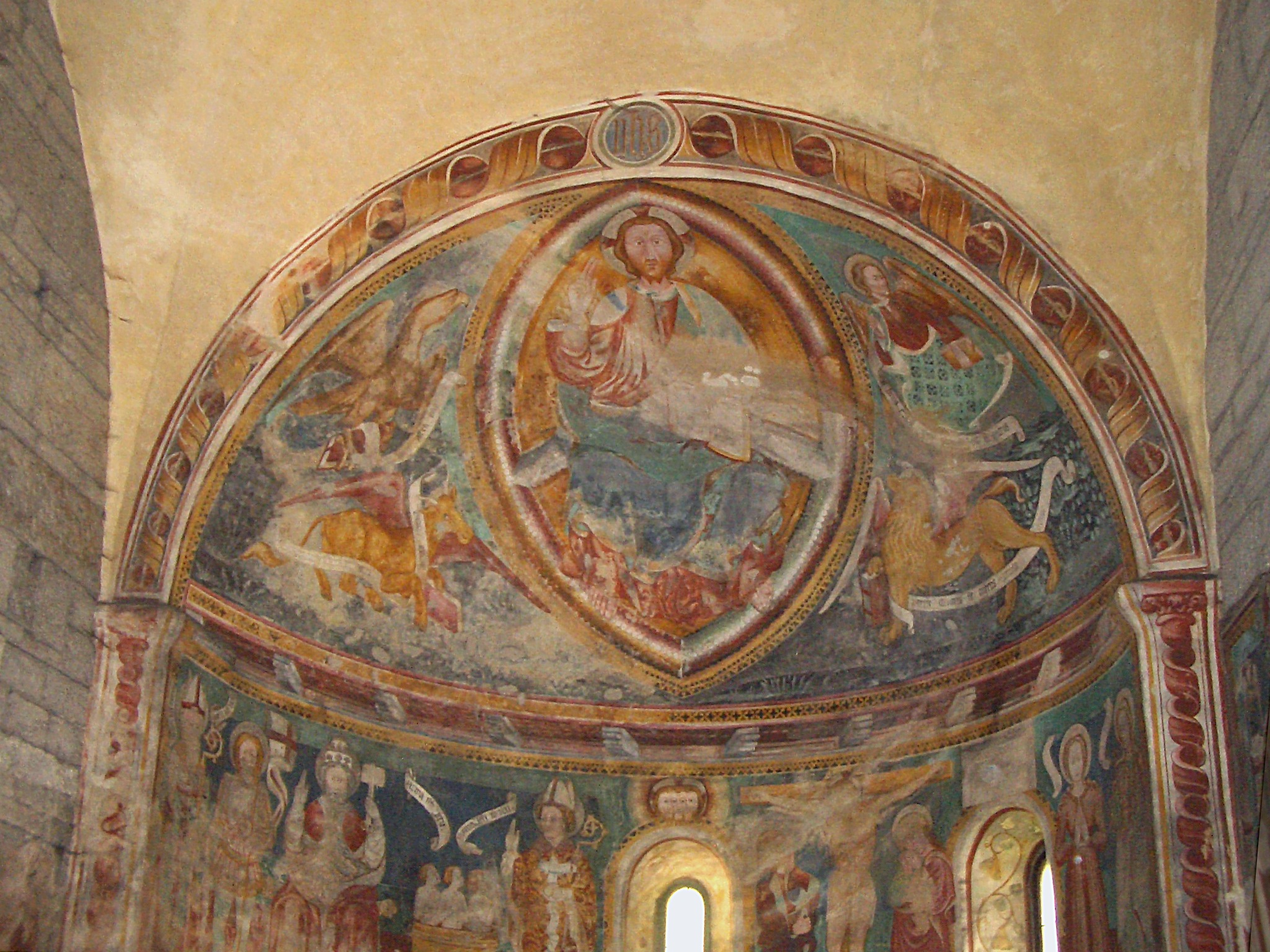
Christus in der Mandorla

### Kirchenraum
An der Nordseite finden sich Reste eines Abendmahls aus romanischer Zeit, an der Südwand Heiligenbilder aus dem 13. Jahrhundert. Im Jahr 1945 wurden die Bilder von T. Pozzi und B. Abbiati restauriert.

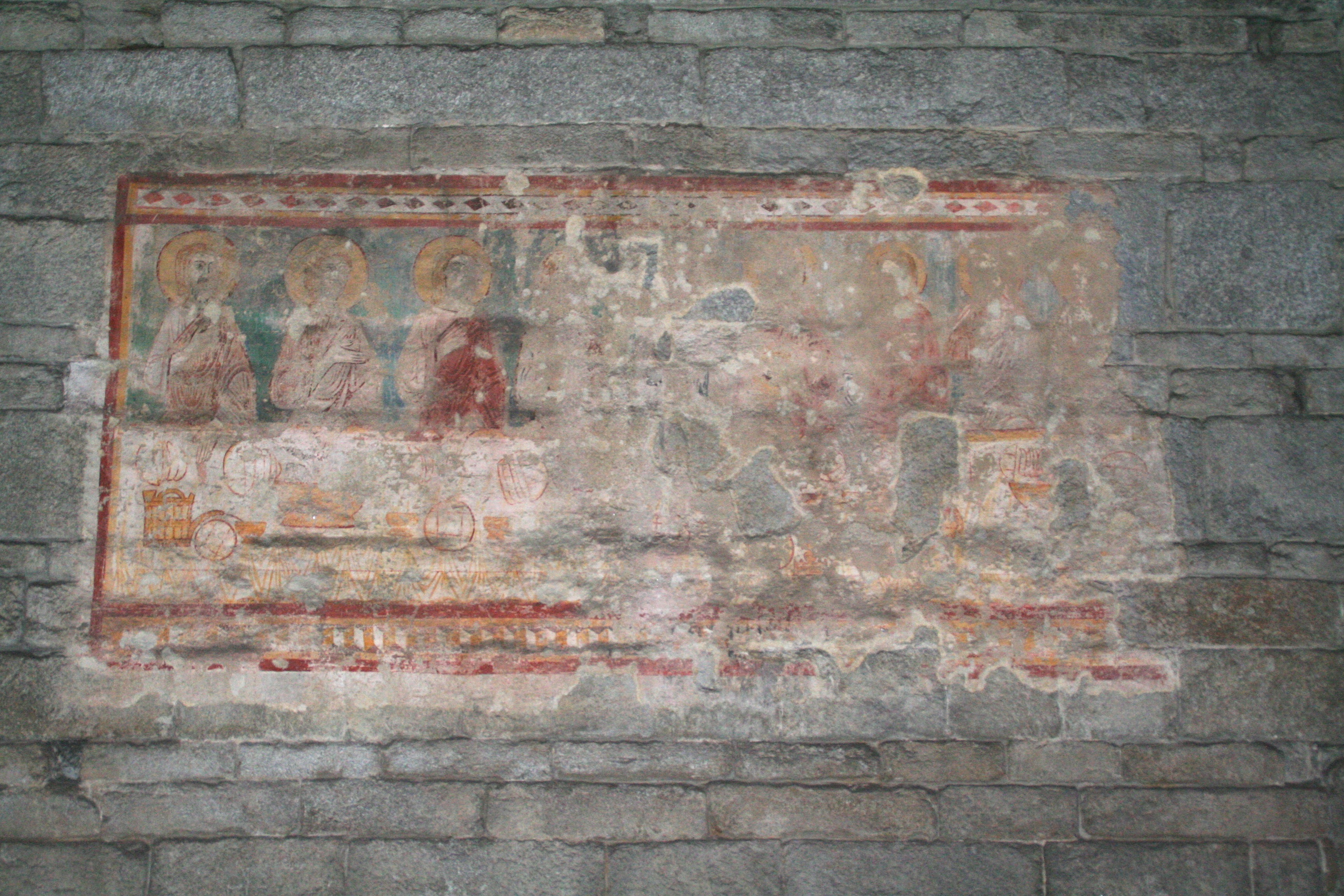
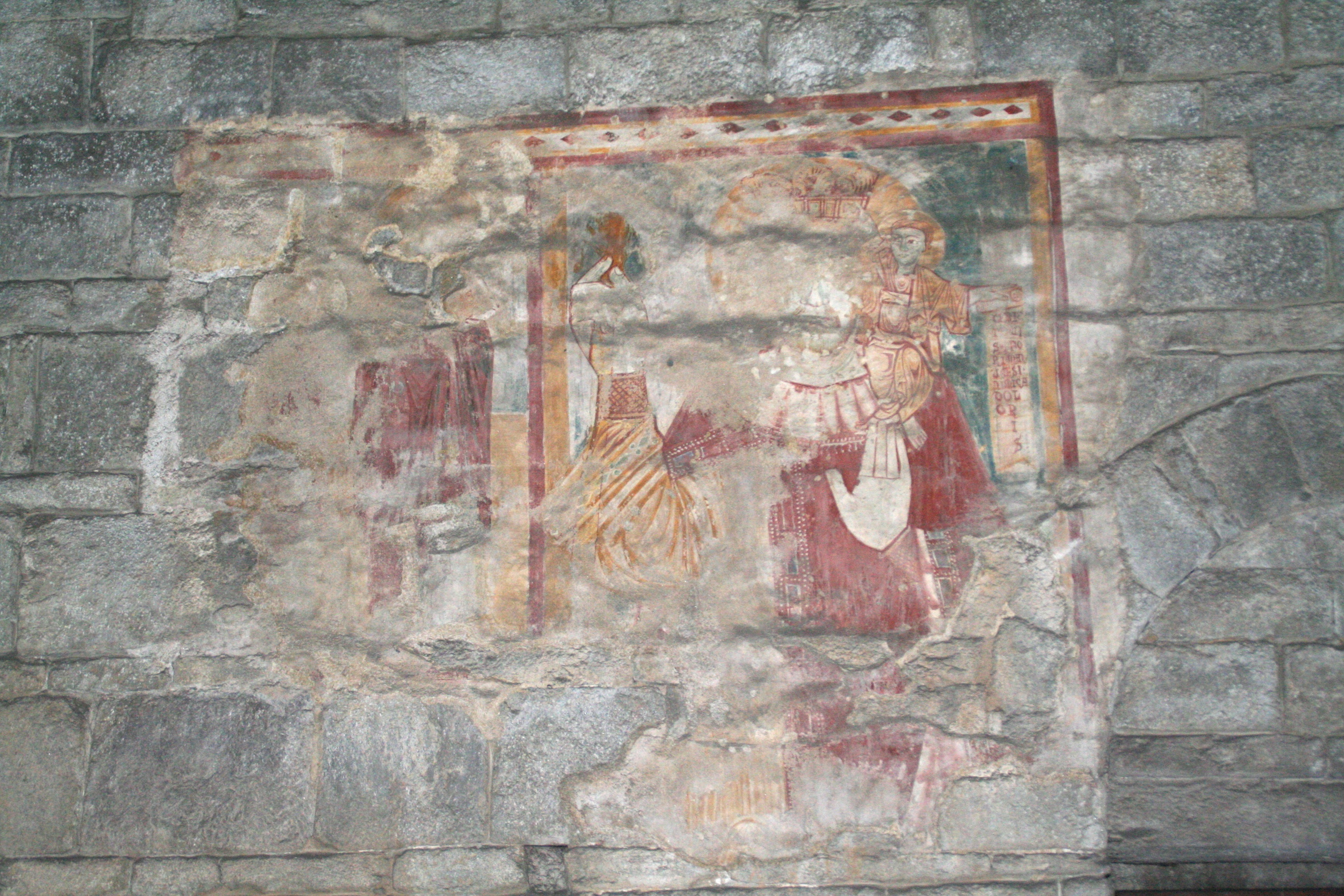
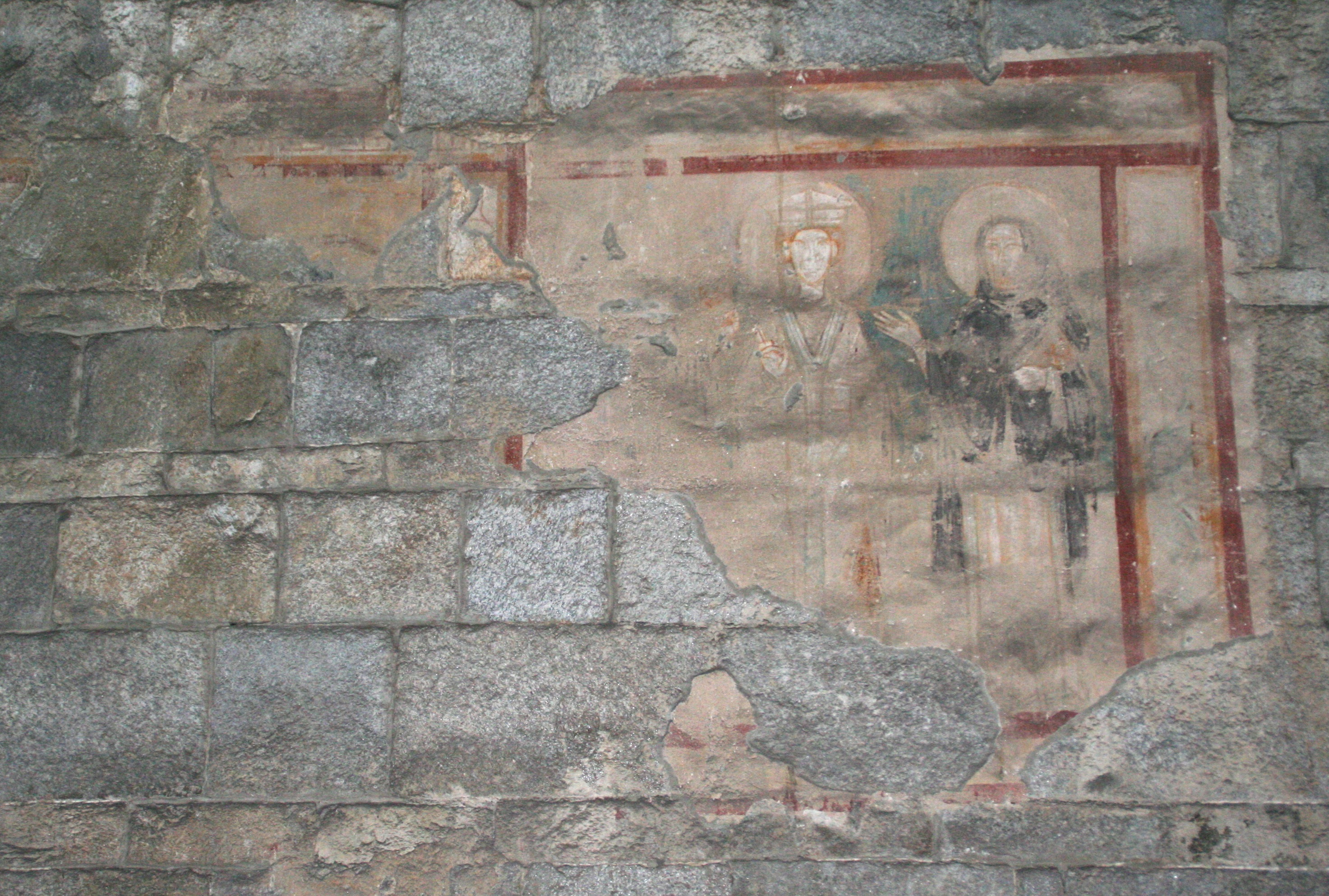

## Taufbecken

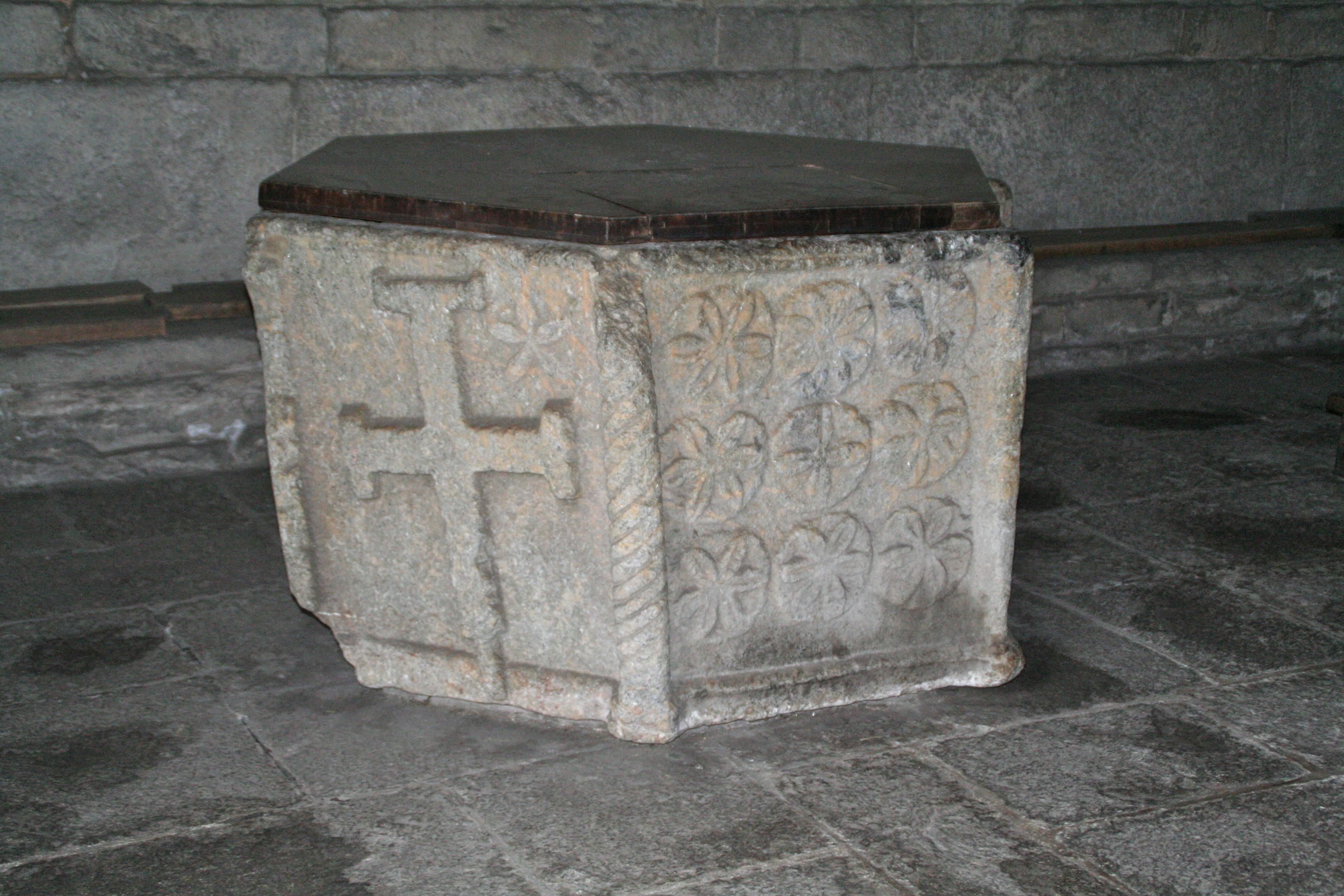
Taufbecken

Das sechseckige Taufbecken stammt aus dem 12. Jahrhundert. Das mit Tiergestalten und Ornamenten (darunter auch Seilstäbe) verzierte Becken stand lange Zeit in der benachbarten Pfarrkirche San Michele; es diente später als Brunnen und Blumenschale, bis es in die Kirche San Nicola verbracht wurde.